# Rafflesia bengkuluensis
Rafflesia bengkuluensis este o specie de plante parazite din genul Rafflesia, familia Rafflesiaceae, ordinul Malpighiales, descrisă de Susatya, Arianto și Mat-salleh. Conform Catalogue of Life specia Rafflesia bengkuluensis nu are subspecii cunoscute.